# Shilton and Barnacle
Shilton and Barnacle är en civil parish i Rugby i Storbritannien. Den ligger i grevskapet Warwickshire och riksdelen England, i den södra delen av landet, 140 km nordväst om huvudstaden London.